# Souahlia
Souahlia là một đô thị thuộc tỉnh Tlemcen, Algérie. Dân số thời điểm năm 2002 là 20.823 người.